# Модели локального состава
Модели локального состава — математические модели, описывающие уравнения состояния жидкостей. Основаны на расчёте коэффициентов активности веществ на основе представлений о локальном (молекулярном) составе растворов.

## Описание
В моделях локального состава принимается, что бинарные растворы имеют неоднородную кластерную структуру: молекулы одного из компонентов могут концентрироваться вокруг молекул второго, и локальный (микроскопический) состав раствора отличается от среднего состава всего объёма смеси. Это связано с тем, что для компонентов {\displaystyle {\mathsf {i}}} и {\displaystyle {\mathsf {j}}} энергия взаимодействия {\displaystyle {\mathsf {g^{E}}}} одноимённых молекул {\displaystyle {\mathsf {i-i}}} и {\displaystyle {\mathsf {j-j}}} отличается от энергии взаимодействия разноимённых молекул {\displaystyle {\mathsf {i-j}}}. В итоге локальный состав раствора можно описать формулой:
{\displaystyle {\mathsf {\sum _{j=1}^{n}x_{j\ i}=1}}}
где {\displaystyle {\mathsf {x_{ji}}}} — доля молекул j в ближайшем окружении молекулы i.
Соотношение локальных и средних концентраций молекул i и j определяется распределением типа больцмановского:
{\displaystyle {\mathsf {{\frac {x_{j\ i}}{x_{i\ i}}}={\frac {x_{j}}{x_{j}}}\cdot e^{-{\frac {C_{j\ i}}{RT}}}}}}
где параметр {\displaystyle {\mathsf {C_{j\ i}}}} характеризует разность между энергиями взаимодействия молекул {\displaystyle {\mathsf {i-i}}} и {\displaystyle {\mathsf {i-j}}}.
Значения {\displaystyle {\mathsf {C_{j\ i}}}} являются полуэмпирическими и оцениваются экспериментальным путём по термодинамическим данным.
Модели локального состава основываются на молекулярных моделях растворов, что позволяет им достаточно точно описывать свойства бинарных, сильно неидеальных систем в неизотермических условиях, причём данные модели легко расширяются на многокомпонентные системы.

## Применение
Модели локального состава применяются для расчёта свойств сильно неидеальных систем и используются в моделировании технологических процессов. Применение нашли следующие модели локального состава:
- Модель Вильсона
- Модель NRTL
- Модель UNIQUAC
- Уравнение Цубоки — Катаямы